# 冯·韦弗
瓦基顿·夸马尔·韦弗（英語：Vakeaton Quamar Wafer，1985年7月21日—）為美国男子篮球运动员，司职后卫。
2012年6月據報韦弗在新疆飞虎進行試訓。7月6日，美國記者表示韦弗同意加入新疆飞虎。7月31日，美國媒體人表示韦弗與新疆飞虎簽下價值200萬美元的合約。8月17日，新疆飞虎表示已與韦弗簽約。2013年10月7日，上海大鲨鱼宣布與韦弗簽約。2014年5月16日，韦弗加盟山西猛龙。2015年8月7日，韦弗自宣與江苏大圣簽約。2017年4月12日，韦弗自宣加盟陕西信达。5月31日，陕西信达簽下韦弗。8月27日，韦弗與吉林东北虎簽約。

## 外部連結
- 冯·韦弗在fiba.basketball（英语）
- 冯·韦弗在NBA官網（英语）
- 冯·韦弗在NBA G聯盟官網（英语）
- 冯·韦弗在歐洲籃球聯賽官網（英语）
- 冯·韦弗在意大利篮球甲级联赛官網（意大利语）
- 冯·韦弗在Basketball-Reference.com（NBA）（英语）
- 冯·韦弗在Basketball-Reference.com（NBA G聯盟）（英语）
- 冯·韦弗在Basketball-Reference.com（國際）（英语）
- 冯·韦弗在Sports-Reference.com（NCAA）（英语）
- 冯·韦弗在Eurobasket.com（球員）（英语）
- 冯·韦弗在Proballers（英语）
- 冯·韦弗在RealGM（英语）
- 冯·韦弗在中国篮球数据库